# Dai Mahou Touge
Dai Mahou Touge (яп. 大魔法峠 Дай Махо: То:гэ) — комедийная манга Хидэки Овады, публиковавшаяся в журнале Ace MomoGumi издательством Kadokawa Shoten с февраля 2001 года по март 2007 года, и OVA-сериал по её мотивам, выпускавшийся с 17 марта 2006 года по 17 марта 2007 года.

## Сюжет
История вращается вокруг принцессы Волшебной Страны Пуниэ Танаки. Чтобы стать королевой, она должна прожить один год на Земле. Однако на Землю за ней следуют другие обитатели Волшебной страны, желающие отнять трон или просто убить принцессу.

## Персонажи
Пуниэ Танака (яп. 田中ぷにえ Танака Пуниэ) — старшая из принцесс Волшебной Страны. Играет роль доброй и милой девочки, пока ограничивается использованием магии, но, переходя на грубую силу, становится крайне жестокой. В этом случае использует серию захватов, направленных на ломание суставов, с помощью которых может победить даже бога. При всех своих выдающихся боевых навыках полная дура. У Пуниэ есть две младшие сестры — Пюн и Потару, которых она очень любит, несмотря на их попытки её убить.
Сэйю: Рина Сато
Пая-тан (яп. パヤたん Пая-тан) — маскот Пуниэ, также известный как капитан Пая Ливингстон (яп. パヤリビングストン大佐 Пая Рибингусутон Тайса). Играет роль милой зверушки, обожающей Пуниэ, но на самом деле суров, хладнокровен и до сих пор мечтает убить хозяйку. В своё время служил в армии и до сих пор поддерживает связи с военными, но возвращаться туда не имеет никакого желания.
Сэйю: Тива Сайто и Дзёдзи Наката
Тэцуко Коку (яп. 国鉄子 Коку Тэцуко) — одна из подруг Пуниэ. Хорошая ученица.
Сэйю: Норико Ситая
Анэго (яп. 姉御 Анэго) — глава местной женской банды. Терпеть не может Пуниэ, но со временем становится её подругой.
Сэйю: Аяко Кавасуми